# Olbia Calcio 2007-2008
Questa pagina raccoglie le informazioni riguardanti l'Olbia Calcio nelle competizioni ufficiali della stagione 2007-2008.

## Rosa
| N. |                     | Ruolo | Calciatore               |
| -- | ------------------- | ----- | ------------------------ |
|    | Italia (bandiera)   | A     | Giovanni Amodeo          |
|    | Italia (bandiera)   | C     | Daniele Bordacconi       |
|    | Italia (bandiera)   | D     | Omar Campana             |
|    | Italia (bandiera)   | P     | Niccolò Casini           |
|    | Italia (bandiera)   | C     | Andrea Castricato        |
|    | Italia (bandiera)   | A     | Luca Giovanni Castricato |
|    | Italia (bandiera)   | D     | Daniele Chiocchetti      |
|    | Italia (bandiera)   | D     | Simone Cirina            |
|    | Italia (bandiera)   | P     | Pierluigi De Luisi       |
|    | Germania (bandiera) | C     | Romas Dressler           |
|    | Marocco (bandiera)  | C     | Anoar El Kamch           |
|    | Italia (bandiera)   | P     | Davide Facchin           |
|    | Italia (bandiera)   | D     | Marco Fideli             |
|    | Italia (bandiera)   | D     | Cristiano Gagliarducci   |
|    | Italia (bandiera)   | D     | Elia Ginsante            |

| N. |                      | Ruolo | Calciatore       |
| -- | -------------------- | ----- | ---------------- |
|    | Italia (bandiera)    | C     | Mauro Gilardi    |
|    | Italia (bandiera)    | C     | Ciro Iazzetta    |
|    | Italia (bandiera)    | C     | Luca La Rosa     |
|    | Italia (bandiera)    | D     | Mattia Marini    |
|    | Italia (bandiera)    | D     | Tommaso Movilli  |
|    | Italia (bandiera)    | A     | Vincenzo Palumbo |
|    | Italia (bandiera)    | A     | Andrea Peron     |
|    | Sudafrica (bandiera) | A     | Davide Somma     |
|    | Italia (bandiera)    | C     | Giovanni Soro    |
|    | Italia (bandiera)    | D     | Andrea Sussi     |
|    | Italia (bandiera)    | A     | Alessio Taras    |
|    | Italia (bandiera)    | C     | Marco Testa      |
|    | Italia (bandiera)    | D     | Daniele Vetrugno |
|    | Italia (bandiera)    | C     | Alessandro Volpe |
|    | Italia (bandiera)    | A     | Marco Zagaria    |